# دهه ۱۱۴۰ (میلادی)
دهه ۱۱۴۰ (میلادی)صد و چهاردهمین دهه تقویم میلادی است.

## درگذشتگان
‎